# Tmarus gongi
Tmarus gongi är en spindelart som beskrevs av Yin et al 2004. Tmarus gongi ingår i släktet Tmarus och familjen krabbspindlar. Inga underarter finns listade i Catalogue of Life.